# Завод керамічних і теракотових виробів барона Берґенгейма
Детальніші відомості про власника заводу ви можете знайти в статті Берґенгейм Едвард Фердинанд.
Завод керамічних і теракотових виробів барона Берґенгейма, з 1891 року — Товариство з виробництва вогнетривкої цегли, гончарних виробів барона Е. Е. Берґенгейма — колишній завод та щойно виявлена пам'ятка історії в районі Залопань в центрі Харкова, заснований у 1876 році інженером, бароном Великого князівства Фінляндського Едвардом Фердинандом Берґенгеймом, сином архієпископа Абоського, голови Євангелічно-лютеранської церкви Фінляндії Едварда Берґенгейма. Сучасні будівлі заводу, що є щойновиявленими пам'ятками нерухомої культурної спадщини України, побудовані за проєктом власника заводу в 1890 році. На вулиці Малій Панасівській розташований прибутковий будинок заводу, зведений, ймовірно, 1912 року.

## Історія

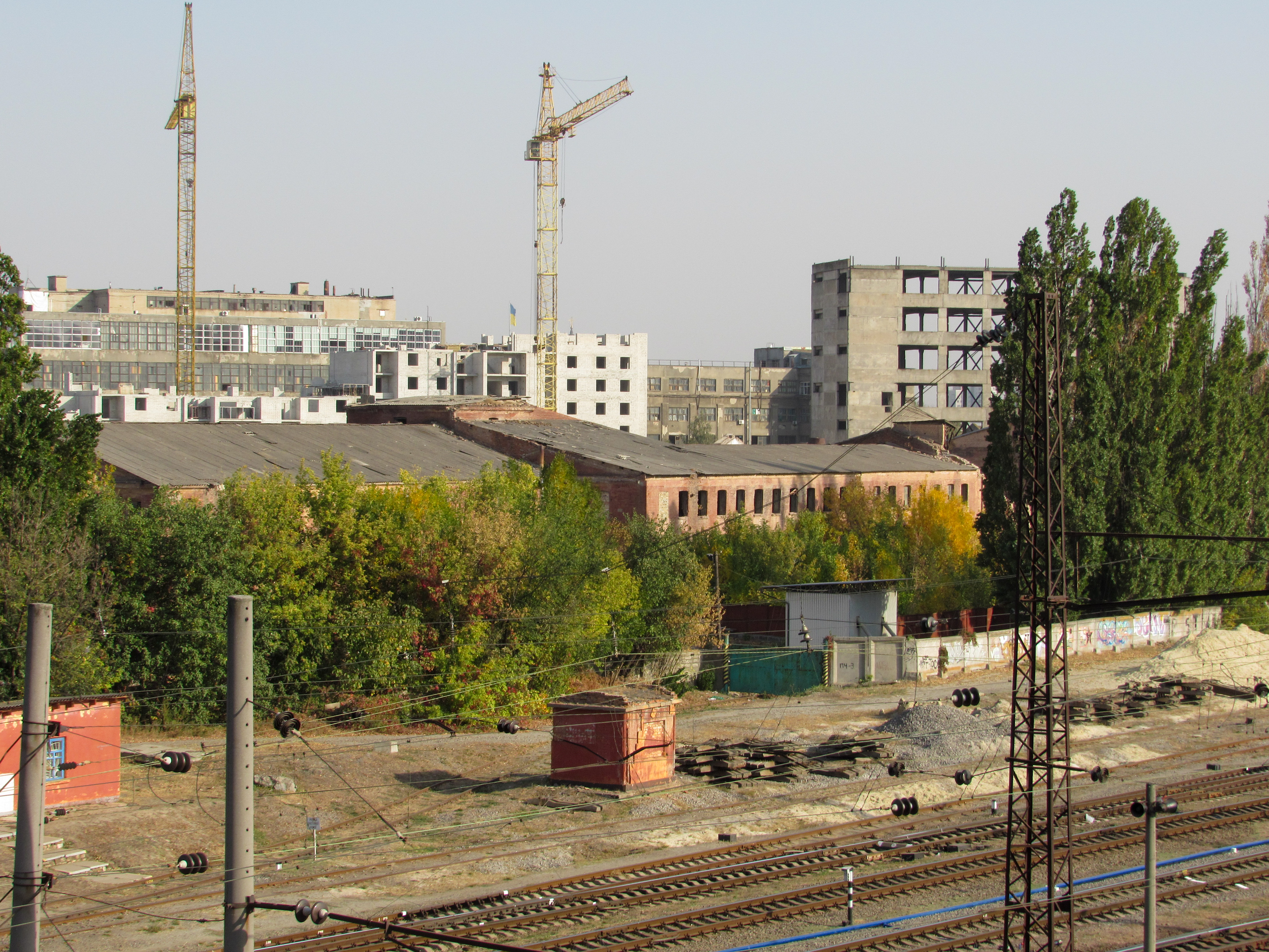
Будівлі заводу. Сучасний вигляд з Кузінського мосту

Берґенгейм Едвард Фердинанд народився 29 січня 1844 року, в місті Або (Велике князівство Фінляндське) в сім'ї архієпископа Або Едварда Берґенгейма (1798—1884), голови євангелично-лютеранської церкви Фінляндії у 1850—1884 роках та Олександрини Берґенгейм (Брюн). Закінчив Фінляндський кадетський корпус в Фрідріхсгамі та інженерну академію. У 1870 році вступив до Товариства Курсько-Харківсько-Азовської залізниці та проєктував і будував її. Пізніше працював на Кренчуцько-Роменській залізниці, в 1888 році рід внесений в матрикул Лицарського Дому Великого Князівства Фінляндського, в число родів баронських, № 54.
Ще працюючи на будівництві залізниці на території Харківської губернії, Берґенгейм мав можливість, ознайомитись з багатими покладами глини Донбасу, а також з кошторисами на будівництво, де помічав великі суми на плитку, яку привозили з-за кордону. У 1876 році Берґенгейм почав будівництво в районі Залопань у Харкові заводу з виробництва теракотових та інших глиняних виробів, це підприємство було першим таким виробництвом на підконтрольній Російській імперії території України й одним з найбільших та найперших у всій імперії. Розташування заводу тут не випадкове, поруч — важлива залізнична артерія, звідки зручно приймати донбаську глину і відправляти готову продукцію в різні сторони країни, а навколишня територія ще не була активно забудована.
16 січня 1891 року створено «Товариство з виробництва вогнетривкої цегли, гончарних виробів барона Е. Е. Берґенгейма», зі статутним капіталом 500 000 карбованців. Починаючи з цього періоду на продукції заводу в основному ставилося клеймо «БЕРГЕНГЕЙМЪ • ХАРЬКОВЪ • ТБЭБ • Х». До цього продукція в основному таврувалася написом «ЗАВОДЪ БАРОНА ЭДУАРДА БЕРГЕНГЕЙМЪ ХАРЬКОВЪ». Існують також інші різновиди клейм після 1891 року: «ТБЭБ • Х», «Т.Б.», «BERGENHEIM», «ТБЭБ • ХАРЬКОВЪ», «БЕРГЕН ТБЭБ ГЕЙМЪ».
16 березня 1893 року у віці 49 років Едвард Фердинанд Берґенгейм помер в Харкові від раптового інсульту. До кінця життя він працював на власному заводі, постійно працюючи над його вдосконаленням. Прах барона перевезені з Харкова до його рідного міста Турку, де поховано на міському кладовищі разом із дружиною. Недалеко, на цьому ж кладовищі, похований його батько та інші члени родини. Нащадки промисловця проживають у Фінляндії.

Професор Харківського університету Г. І. Лагермарк, який близько знав Берґенгейма згадував:
У приватному своєму житті Е.Берґенгейм був людиною надзвичайно простою, ввічливою і м'якою. Але це йому анітрохи не заважало бути твердим, навіть затятим в тому, що він вважав обов'язком або питанням чести. Його м'якість і справедливість зробили його щиро улюбленим всіма працівниками на заводі, а його невтомна увага до справи і чудова працьовитість викликали загальне здивування…
У 1887 році до Харкова приїхав Карл Густав Маннергейм — майбутній генерал, маршал і президент Фінляндії, якого часто називають творцем сучасної фінської держави. Він оселився у свого дядька Е. Ф. Берґенгейма. Маннергейм готувався до вступу в Миколаївське кавалерійське училище, тож йому потрібно було опанувати російську мову. Берґенгейм допоміг знайти йому наставника — імперського ротмістра Сухіна, який не лише викладав мову, а й ознайомлював молодого Карла з повсякденним життям офіцерів. Цей етап життя Маннергейма знайшов відображення як у його спогадах.

16 червня 1903 року на заводі сталася сильна пожежа.
16 червня на заводі товариства Бергенгейма сталася величезна пожежа: згорів старий завод, в якому виготовлялися гончарні труби. Новий, зайнятий виготовленням плиток, не постраждав, і завод продовжує працювати. Будинки машини і товар застраховані в товариствах «Росія» і «Якір». Збиток 300 000 карбованців. — газета «Російські Відомості». Вівторок, 17 червня 1903 року № 165
У 1909 році «Товариство Е. Е. Берґенгейма» мало капітал який оцінювався у 152 400 карбованців. Завод розміщувався за адресою вулиця Кузинська, 3 (сучасна вулиця Озерянська, Кузинська тепер розпочинається після мосту), правління Товариства розташовувалося у власному прибутковому будинку за адресою вулиця Малопанасівська, 35 (сучасна вулиця Мала Панасівська). Його звели, ймовірно, у 1912 році, автором проєкту міг бути Віктор Валеріанович Величко.
У 1920-х роках завод націоналізовано радянською владою. Він отримав назву «Керамічний завод 8-ї річниці Жовтня». Завод продовжив випускати плитку, цеглу, архітектурні деталі. До 1930-х років використовувалися старі форми з берґенгеймівськими клеймами. Тому, наприклад, у будівлі Держпрому, чи будинках Задержпром'я можна побачити плитку заводу зі старими клемами, але виготовлена вона вже у радянський період. 1936 року утворено Харківський плитковий завод, який розмістився на околиці міста, на проспекті Героїв Харкова, 297. Колишній завод Берґенгейма, ймовірно, продовжував працювати. У ІІ половині ХХ століття знесено димарі та деякі другорядні будівлі, зроблено прибудови до господарських споруд. Ймовірно, саме в цей період завод перестав працювати. Колишній прибутковий будинок Товариства передано під поліклініку Дорожньої Клінічної Лікарні станції Харків Південної залізниці.

## Сучасний стан

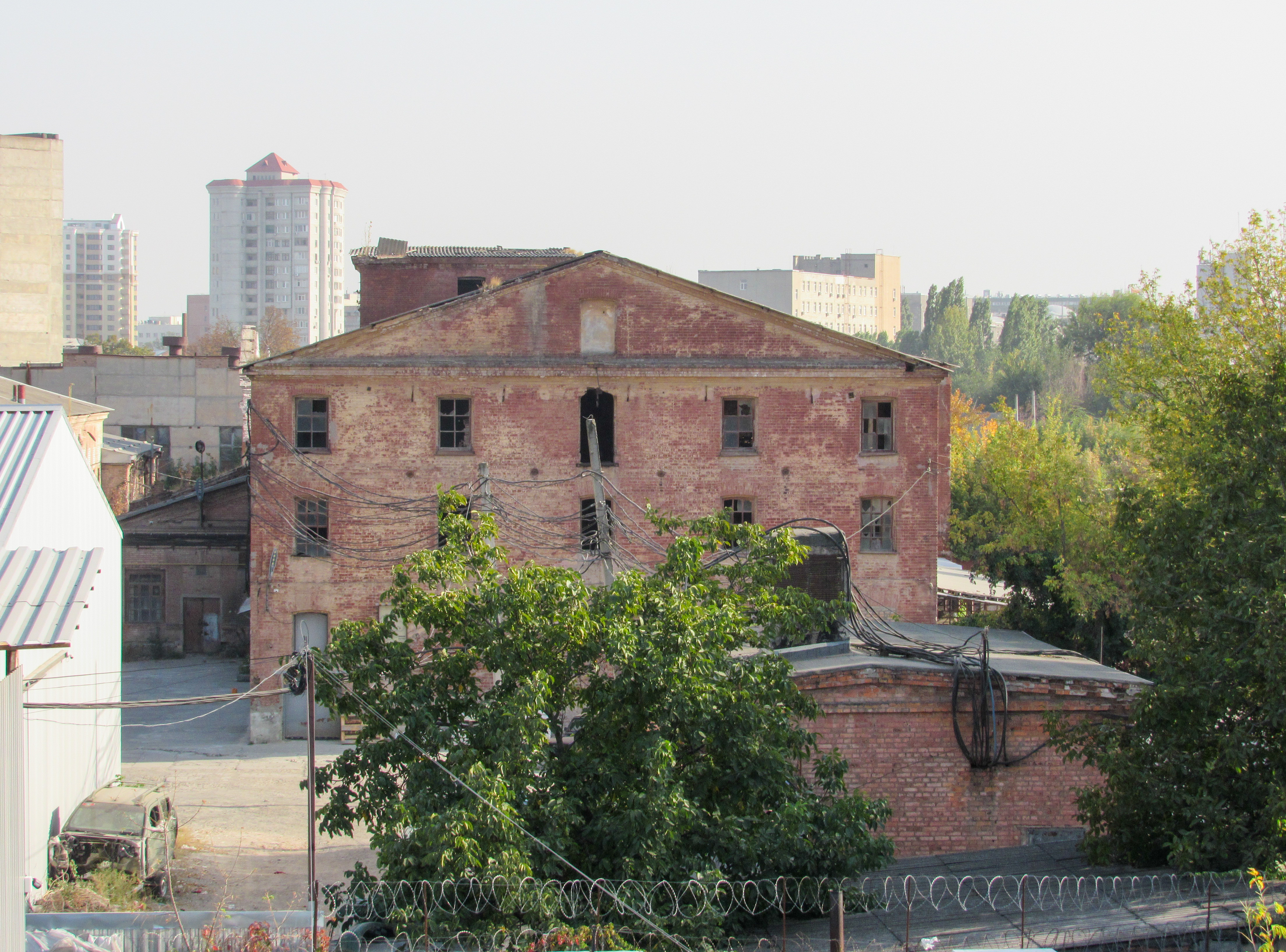
Бічний фасад однієї з будівель. Зведена у 1890 р. за проєктом Е. Ф. Берґенгейма

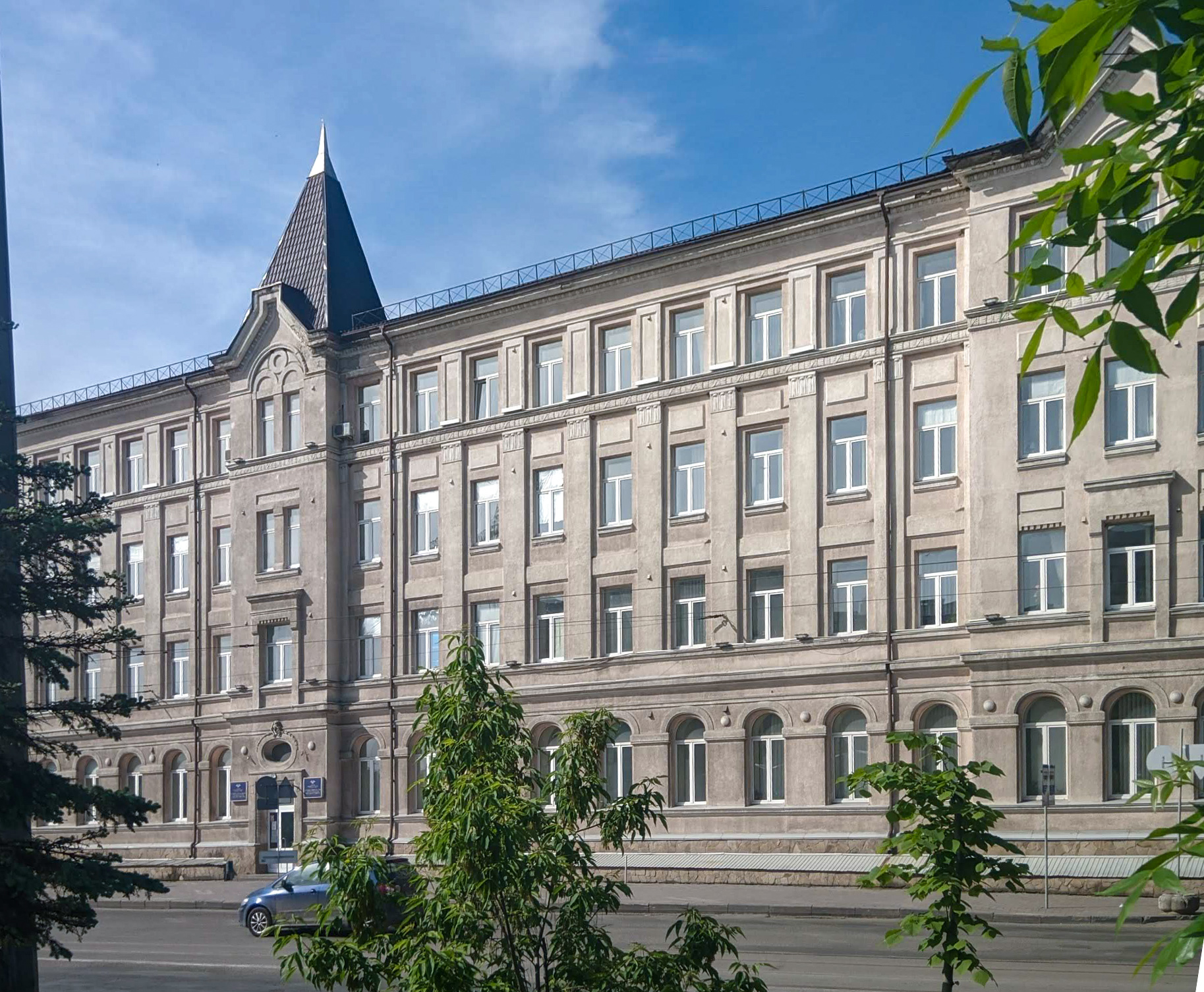
Прибутковий будинок Товариства Бергенгейма

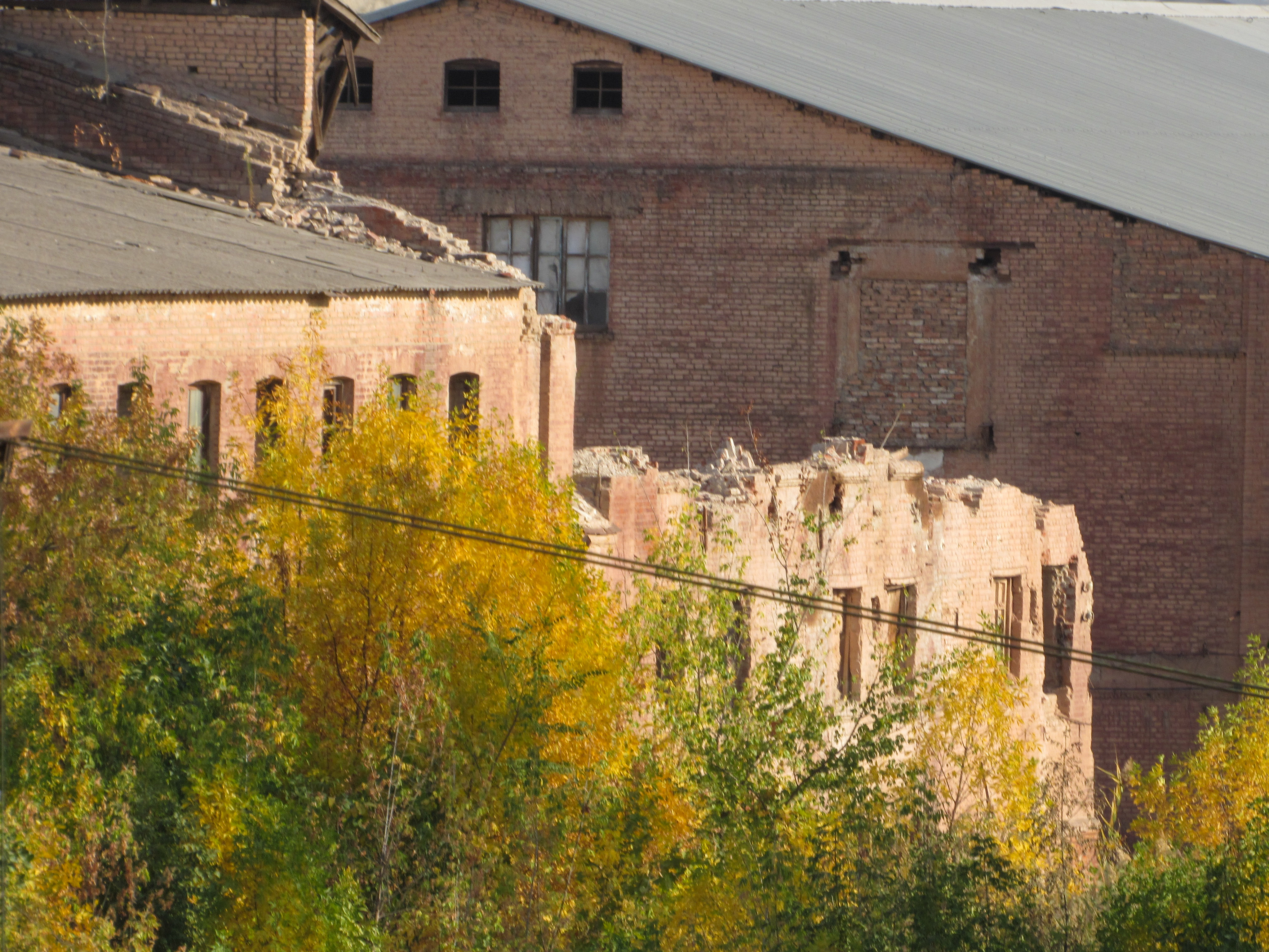
Демонтаж будівель заводу барона Берґенгейма

Частина будівель заводу вціліла. Зокрема збереглися будівлі, зведені за власними проєктами Едварда Фердинанда Берґенгейма у 1890 році, це головний заводський корпус. До повномасштабного вторгнення він частково використовувався як магазин будівельних матеріалів. Споруда виконана у цегляному стилі з елементами неокласицизму. Не потинькована, з деталей має цегляні наличники, карнизи, фронтони, частково втрачені у радянські роки. Також збереглися другорядні споруди, які сьогодні використовуються як склади й магазини.
Будинок Товариства зберігся разом з оригінальними кованими воротами. Нині в ньому розміщується Дорожня клінічна лікарня Південної залізниці, а саму споруду інколи називають «Будинок Берґенгейма», хоча на момент будівництва він вже помер. Чотириповерхова споруда виконана у стилі північний модерн. Фасади прикрашені наличниками, простими пілястрами, карнизами, над центральним входом — жіночий маскарон. Три ризаліти увінчані трикутними фронтонами, а над центральним — шатро з півником на шпилі.
Навесні 2024 року розпочато демонтаж головної будівлі заводу, яка представляє культурний та архітектурний інтерес. Це будівля, яка зведена у 1890 році за проєктом самого власника заводу Едварда Фердинанда Берґенгейма. У червні того ж року за проханнями активістів Департаментом культури й туризму Харківської обласної військової адміністрації почато підготовку документації щодо надання будівлям охоронного статусу. 13 березня 2025 року на засіданні Консультативної ради з питань охорони культурної спадщини при Департаменті будівлі заводу одноголосно включено до переліку щойно виявлених об'єктів нерухомої культурної спадщини України з предметом охорони: планування території заводу, будівлі з червоної цегли, їх архітектура. Окрім цього Департаменту культури й туризму рекомендовано направити облікову документацію до Міністерства культури та інформаційної політики для надання будівлям статусу пам'яток історії місцевого значення.

## Продукція заводу

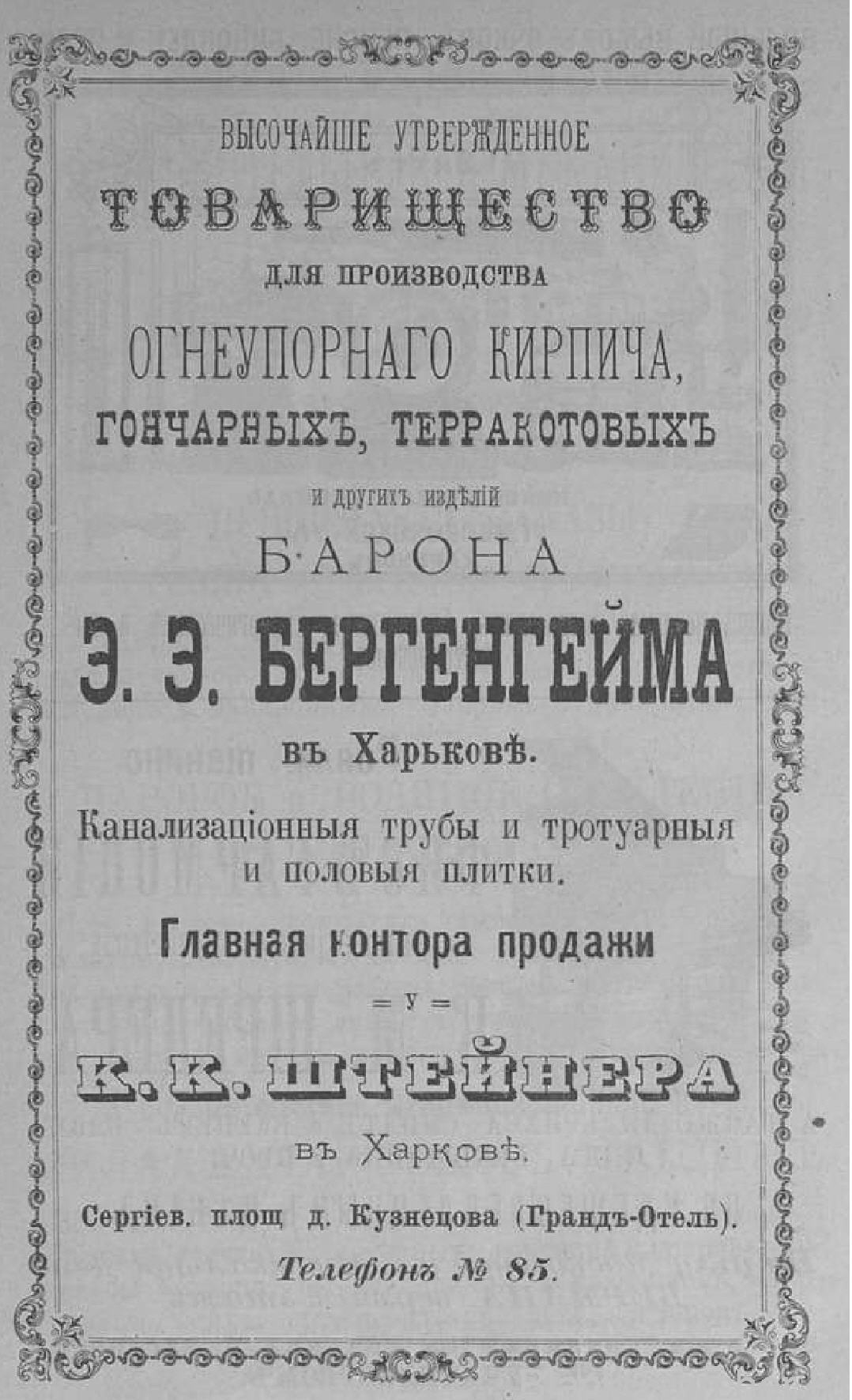
Реклама Товариства Берґенгейма. (1892 рік)

З 1887 року, освоєно виробництво керамічних каналізаційних труб. З 1892 року на заводі налагоджено виробництво вогне- та кислототривких плиток для підлог та тротуарів.
З 1893 року припинено виробництво пічних кахлів та черепиці.
У Харкові продукція заводу використовувалася при будівництві багатьох будівель. Підлоги Благовіщенського собору, Казанської церкви, Іоано-Усікновенського храму, Гольбергівської церкви викладені плиткою Берґенгейма. Так само вироби заводу барона Берґенгейма, використовувалися при будівництві багатьох приватних будинків Харкова, ряду корпусів паротягобудівного заводу, паротягоремонтного і вагоноремонтного підприємств. Вироби Берґенгейма крім Харкова були знамениті по всій імперії, вони застосовувалися при будівництві таких будинків як Лівадійський палац (Лівадія), «Будинок із химерами» (Київ), Національна опера (Київ). Так само безліч особняків, прибуткових, казенних будівель, церков по всій території Російської імперії облицьовані плиткою зі штампами «барон Берґенгейм».

Одним з експонатів Харківського історичного музею є його підлога, повністю викладена плиткою заводу. В музеї також зберігається цеглина заводу та особистий записник одного з робітників, де ним відтворено зображення різновидів плитки. У Харкові в 2003 році створено Музей керамічної плитки та сантехніки в якому представлена велика експозиція продукції заводу Берґенгейма, в тому числі килимово-візерункових покриттів для підлоги, плит для мощення тротуарів, вогнетривкої цегли. На фасаді будинку на вулиці Майка Йогансена, 12 під охоронною табличкою вмонтовано плитку з клеймом заводу. Плитка та інша продукція заводу також представлена в інших музеях, наприклад, у Якимівському історико-краєзнавчому музеї, Марганецькому міському краєзнавчому музеї.

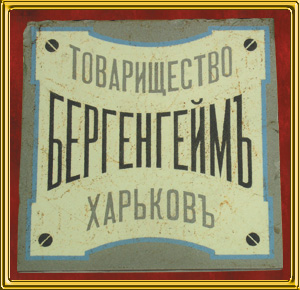
Плитка з емблемою Товариства Берґенгейма
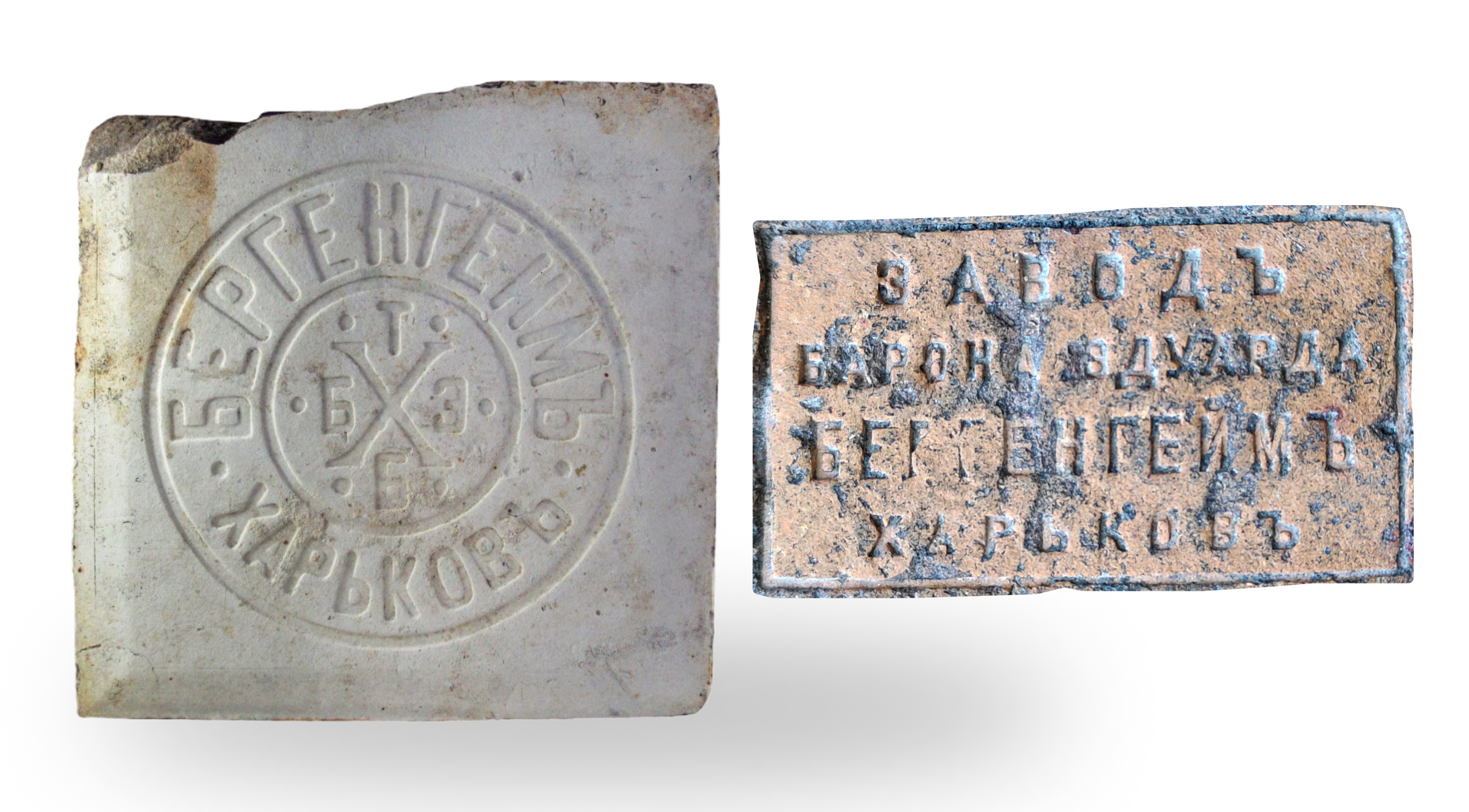
Клейма товариства Берґенгейма (ліворуч, між 1891 та 1917 рр.) і заводу Берґенгейма (праворуч, до 1891 року)
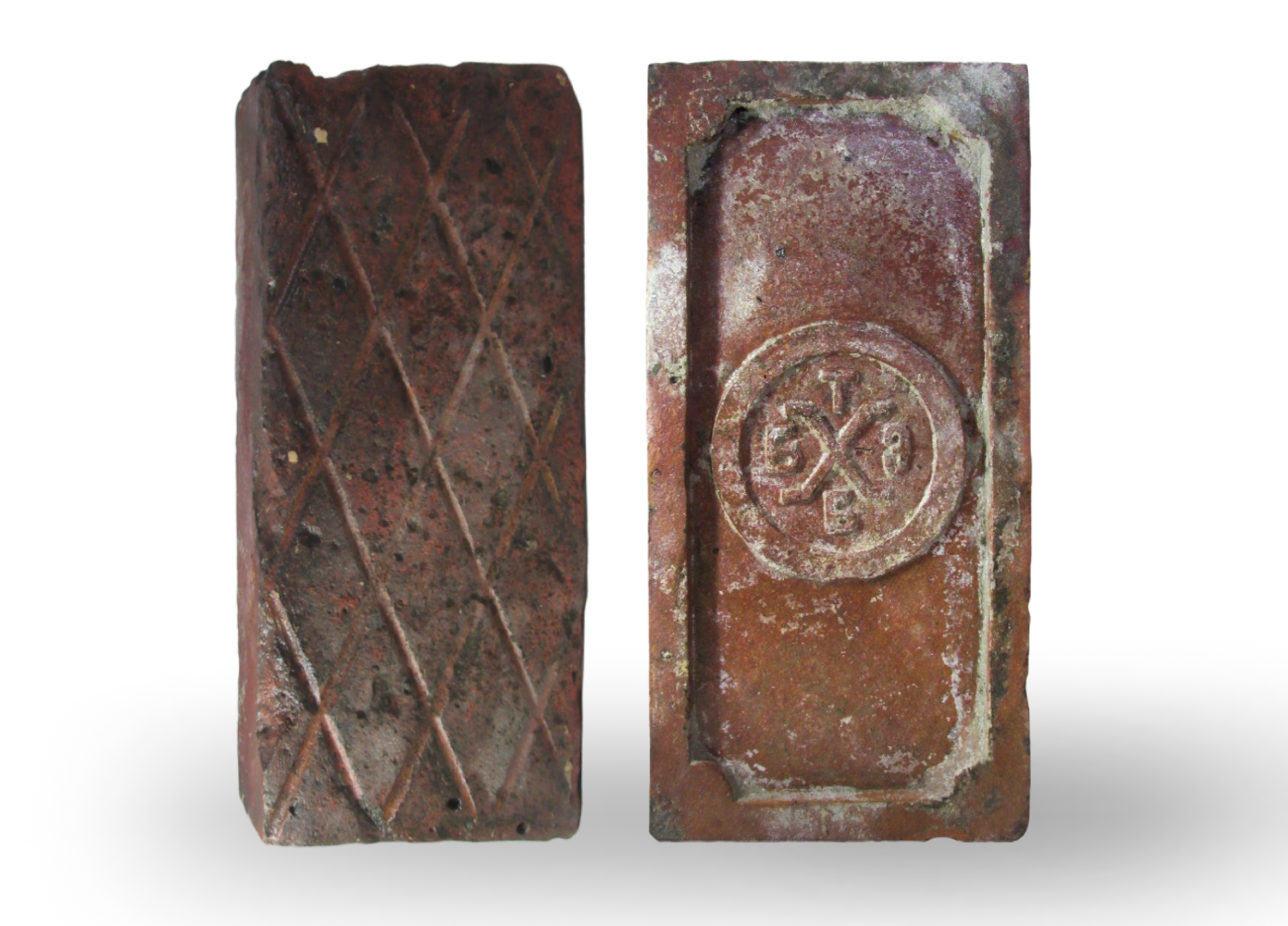
Тротуарна цеглина заводу барона Берґенгейма (між 1891 та 1917 рр.)
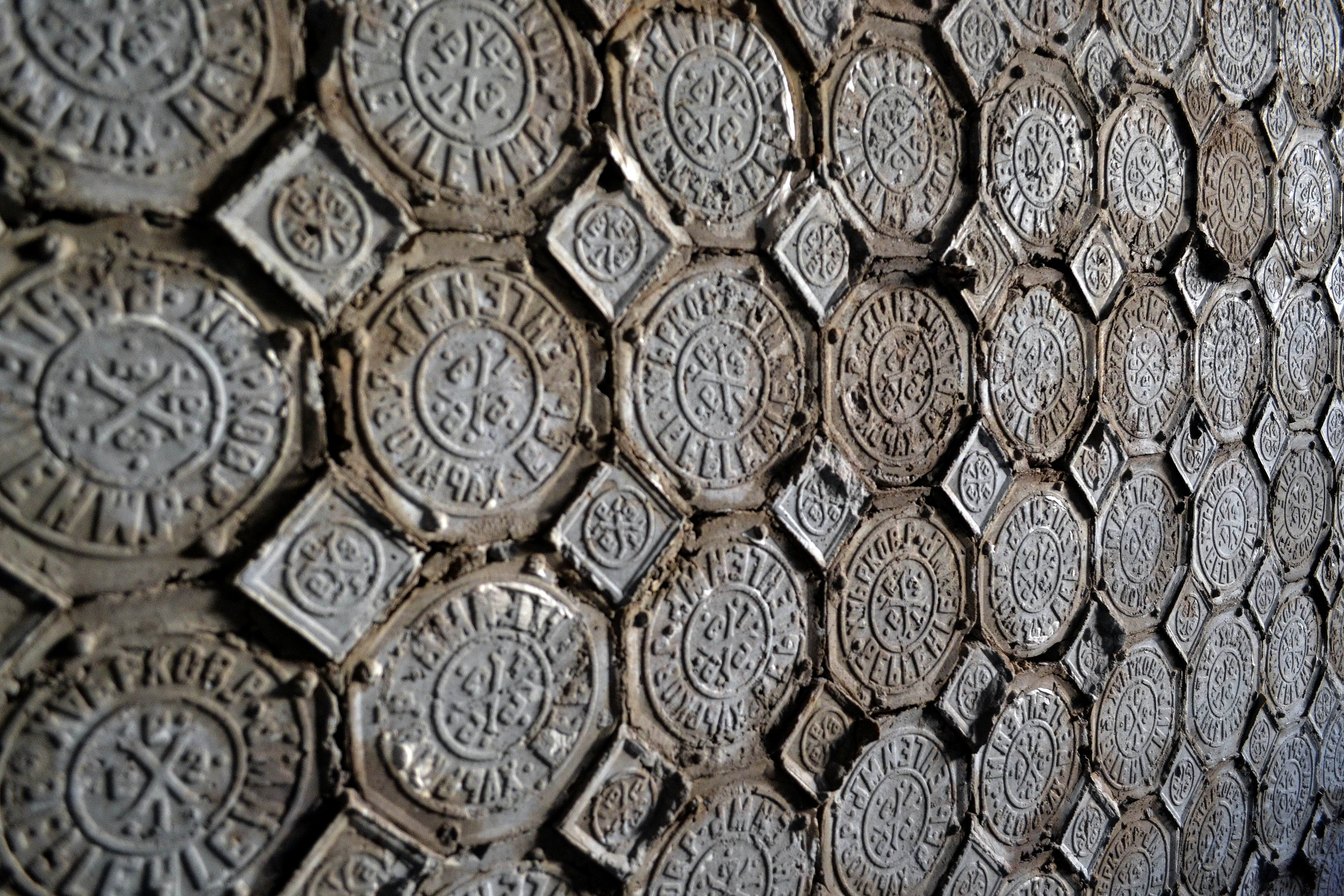
Відбитки плитки на стіні лікарні заводу Донсода Лисичанськ
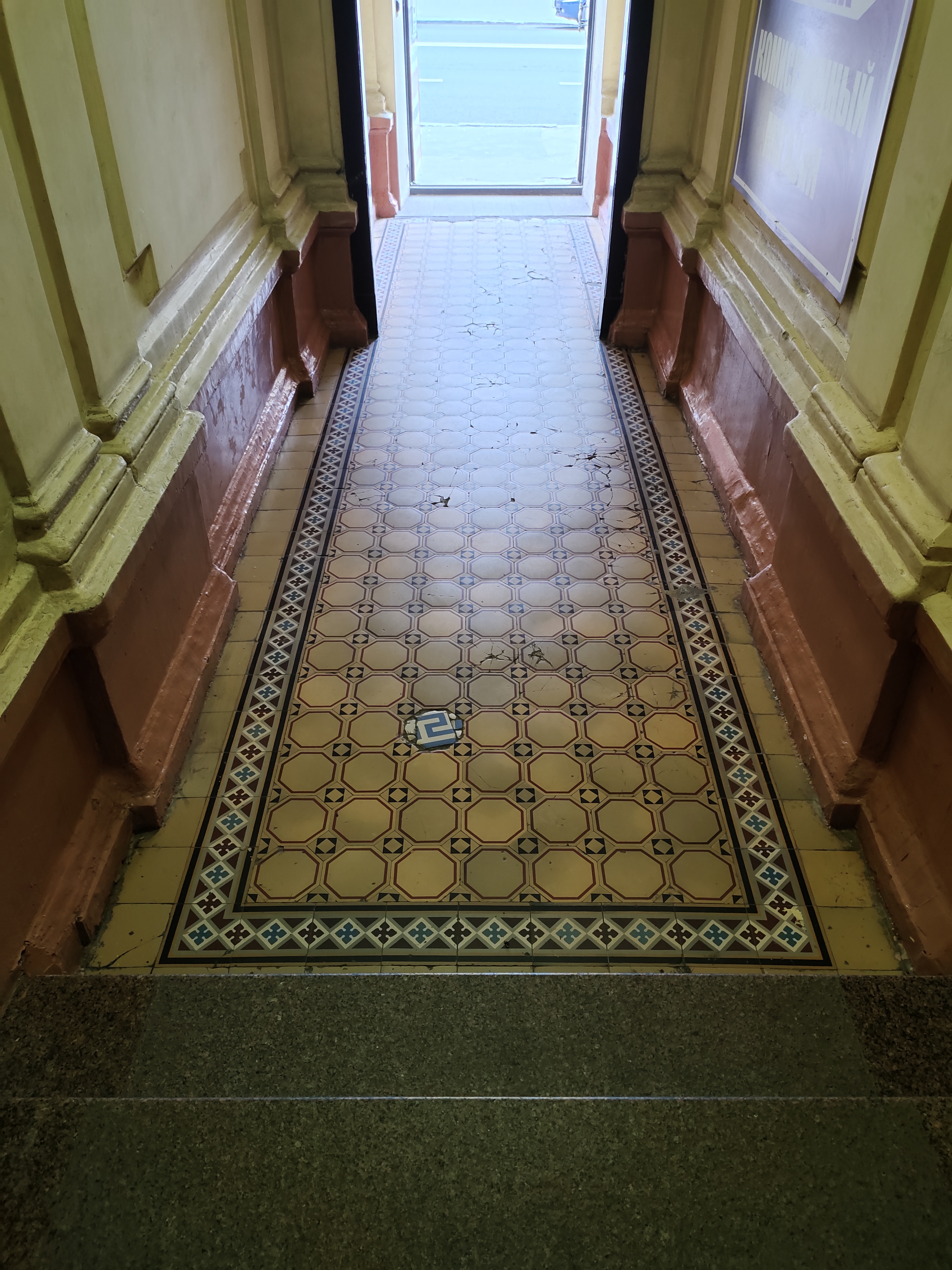
Підлога одного зі старовинних будинків Харкова, викладена плиткою заводу
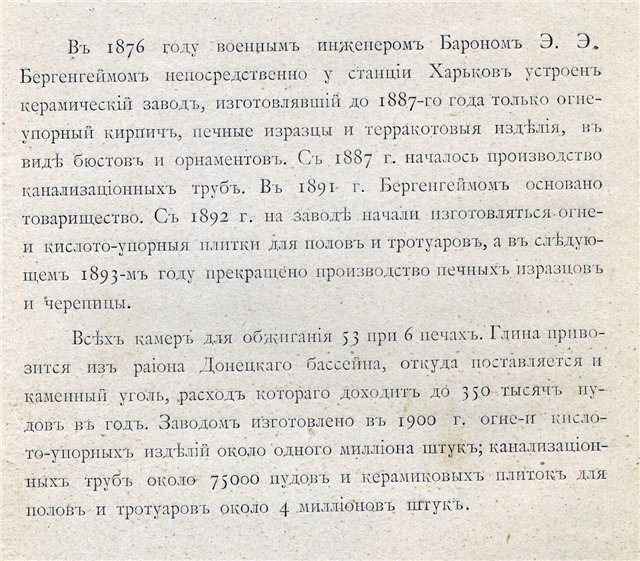
Листівка з видом Заводу барона Берґенгейна. Зворотний бік з описом заводу